# Grup de l'ericssonita
El grup de l'ericssonita és un grup de minerals de la classe dels silicats, concretament per disilicats Fe³⁺ amb la disposició de l'estructura tipus de l'ericssonita.
El grup va ser establert per l'Associació Mineralògica Internacional l'estiu de 2017 originàriament amb dues espècies: l'ericssonita i la ferroericssonita. L'any 2020 el grup es va ampliar a tres espècies amb l'aprovació de la zinkgruvanita. Les dues espècies originàries d'aquest grup cristal·litzen en el sistema monoclínic mentre que la zinkgruvanita ho fa en el triclínic.
| Espècie          | Fórmula                            |
| ---------------- | ---------------------------------- |
| Ericssonita      | BaMn²⁺₂Fe³⁺(Si₂O₇)O(OH)            |
| Ferroericssonita | BaFe²⁺₂Fe³⁺(Si₂O₇)O(OH)            |
| Zinkgruvanita    | Ba₄Mn²⁺₄Fe³⁺₂(Si₂O₇)₂(SO₄)₂O₂(OH)₂ |

Segons la classificació de Nickel-Strunz els minerals d'aquest grup pertanyen a «09.BE - Estructures de sorosilicats, amb grups Si₂O₇, amb anions addicionals; cations en coordinació octaèdrica [6] i major coordinació».